# William Avery (Basketballspieler)
William Franklin Avery jr. (* 8. August 1979 in Augusta, Georgia) ist ein ehemaliger US-amerikanischer Basketballspieler. Er spielte hauptsächlich auf der Position des Point Guard.
Vor dem Beginn seiner Profi-Karriere spielte er an der Duke University und wurde – als er die Universität nach seinem „Sophomore“-Jahr verließ – an 14. Stelle des NBA-Drafts von 1999 von den Minnesota Timberwolves ausgewählt.
In der NBA enttäuschte er aber und kam in drei Jahren und 142 Spielen für die Timberwolves lediglich auf 2,7 Punkte und 1,7 Korbvorlagens pro Spiel.
Als sein Dreijahresvertrag 2002 auslief, hatte kein anderes NBA-Team Interesse an ihm und so zog es ihn nach Europa, wo er zunächst in der französischen LNB Pro A, der israelischen Ligat ha’Al, in der ukrainischen „Wyscha Liga“ sowie in der griechischen A1 Ethniki spielte. In der Saison 2006/2007 stand Avery dann in der deutschen Basketball-Bundesliga bei ALBA aus Berlin unter Vertrag und war dort der etatmäßige Starter auf der Position des Point Guard. Durch Verletzungspausen hatte er ein durchwachsenes Jahr und auch ALBA konnte seine ambitionierten sportlichen Ziele nicht erreichen, weshalb er zurück nach Griechenland ging, nachdem ein Anschlussvertrag bei Galatasaray Café Crown platzte, wo er unter anderem für AEK Athen und anschließend den Erstliga-Aufsteiger AS Trikala 2000 auf Korbjagd ging. Zur Saison 2009/2010 unterschrieb er einen Vertrag bei PAOK Saloniki, der jedoch vorzeitig beendet wurde. 2011 hatte er einen Comebackversuch bei Iraklis und bei Energa Czarni aus Słupsk in Polen.